# Wyeomyia staminifera
Wyeomyia staminifera är en tvåvingeart som beskrevs av Lourenco-de-oliveira, Motta och De Castro 1992. Wyeomyia staminifera ingår i släktet Wyeomyia och familjen stickmyggor. Inga underarter finns listade i Catalogue of Life.